# Heiner Giersberg
Heiner Giersberg (* 28. Februar 1941; † 26. April 2023 in Berlin) war ein deutscher Journalist, Synchron- und Hörbuchsprecher.

## Leben
Der Journalist Heiner Giersberg arbeitete als Leitender Politik-Redakteur sowie Moderator für den damaligen SFB (Sender Freies Berlin, heute RBB) in Berlin. In den 1980er und 1990er Jahren kamen nationale und internationale Einsätze als Reporter hinzu. Später berichtete Giersberg als politischer Korrespondent bimedial für Hörfunk und Fernsehen aus der Bundeshauptstadt Bonn. Mehrere Jahre nahm er für die ARD die Aufgaben eines Sonderkorrespondenten im Ausland wahr. Unter anderem berichtete er mehrfach aus Afghanistan. Für diese Berichterstattung erhielt er einen Fernsehpreis (Dokumentation: „Der vergessene Krieg“). Weitere Stationen waren Äthiopien, Zentralafrika sowie die Konfliktparteien im ersten iranisch-irakischen Krieg (Erster Golfkrieg). Leitungsfunktionen hatte er für den Mitteldeutschen Rundfunk als Fernsehchef in Magdeburg. In Erfurt war er als Sprecher der Landesregierung für Wirtschaft, Verkehr, Infrastruktur und Tourismus zuständig. Ebenso nahm er die Funktion eines Pressechefs für die Olympiabewerbung Berlin 2000 wahr. Giersberg lehrte an deutschen Journalistenschulen und -Akademien Sprecherziehung. Heiner Giersberg war eine der bekanntesten Stimmen des ehemaligen Sender Freies Berlin und erlangte besondere Beliebtheit in den 1970er, 1980er und 1990er Jahren.

## Auszeichnungen
1984 erhielt er als Autor der Fernseh-Dokumentation „Der vergessene Krieg“ den damaligen Deutschen Fernsehpreis der Eduard-Rhein-Stiftung.